# Турци в Унгария
Турците в Унгария (на унгарски: Magyarországi törökök; на турски: Macaristan Türkleri) са етническа група в Унгария.

## Култура

### Език
Всички турци в Унгария са многоезични и могат да говорят и турски, и унгарски. Освен това, по време на османското владичество през XVI-XVII век, турският език също е повлиял на по-голямото унгарско население; днес все още има много турски заглавия на унгарски език.

### Религия
Турците, заедно с арабите, са основната част от мюсюлманите в страната.

## Численост
57,73% от турците в страната са „османски турци“. В преброяването през 2011 г. 5209 жители се обявяват за „Török nyelvek“ („турскоезични“); публикацията обаче не показва разликата между различните тюркски групи. 91 души се самоопределят като български турци.
Освен това има около 2500 турски имигранти, които живеят в страната.